# Provincia Oriental (Zambia)
La provincia Oriental (13°00′S 32°15′E / -13.000, 32.250) es una de las diez provincias de Zambia. Cuenta con 69.106 km². La capital es Chipata, aunque con carácter provisional. Dentro de sus límites se encuentra parte de una gran reserva natural, el Parque Nacional del Luagwa Sur. Es el único territorio de Zambia reclamado por otro país, en este caso Malaui, quien consideraba que la frontera debería estar en el río Luangwa. Finalmente renunció a su reclamación. La población de la provincia en 2010 era de 1 592 661 habitantes.

## Economía
Sus habitantes dependen en gran medida de la agricultura, aprovechándose el relieve llano de la provincia para establecer pequeñas granjas.
El turismo no es desdeñable, siendo uno de los lugares más visitados de Zambia, especialmente la cuenca del río Luangwa.

## Parques nacionales y áreas protegidas
- Parque nacional del Luagwa Sur (La mayor parte está fuera de la provincia).
- Parque nacional del Luagwa Norte (Perteneciente a otra provincia, pero cuyo acceso es a través de Provincia del Zambia Oriental)
- Parque nacional de Luambe
- Parque nacional de Lukusuzi

Muchas áreas del valle del Luagwa pertenecen a parques nacionales. Entre las reservas naturales de Provincia del Zambia Oriental y Malaui hay multitud de migraciones animales 

## Distritos
La provincia contiene 15 distritos, todos los cuales tienen por capital una localidad con el mismo nombre.
- Chadiza: ocupa el extremo sureste de la frontera de Zambia.
- Chama: distrito situado a orillas del Luangwa, en el valle del Rift. Su capital cuenta con una única carretera de grava.
- Chasefu
- Chipangali
- Chipata
- Kasenengwa
- Katete
- Lumezi
- Lundazi
- Lusangazi
- Mambwe
- Nyimba
- Petauke
- Sinda
- Vubwi